# Stazione di Citerna
La stazione di Citerna è stata una fermata ferroviaria posta lungo la ex linea ferroviaria a scartamento ridotto Arezzo-Fossato di Vico chiusa nel 22 maggio 1945 a causa dei bombardamenti della Seconda guerra mondiale, era a servizio del comune di Citerna.